# Cinoscéfalas
Cinoscéfalas (en griego, Κυνός κεφαλαί, cuyo significado es «cabezas de perro») es:
- El nombre de un territorio montañoso de la Antigua Grecia, en Tesalia. Se encontraba en territorio de Escotusa[1] y fue escenario de dos importantes batallas de la historia de la Antigua Grecia:
  - 364 a. C. En la batalla de Cinoscéfalas del año 364 a. C., se enfrentaron los tebanos, bajo el mando de Pelópidas contra las tropas de Alejandro de Feras. Pelópidas murió en la batalla.[2]
  - 197 a. C. En la batalla de Cinoscéfalas del año 197 a. C., el ejército romano junto con tropas etolias bajo el mando de Tito Quincio Flaminino, derrotaron al ejército macedonio de Filipo V.[1]

- Un pequeño pueblo de Beocia, cercano a Tebas, que fue el lugar de nacimiento del poeta Píndaro.[3]